# Castagnaccio
Le castagnaccio  (également connu localement sous le nom de gnaccia, castignà, pattona, migliaccio, baldino, ghirighio, patòna, bòle ou torta di neccio)  est un gâteau de farine de châtaignes que l'on trouve généralement en Italie, dans les régions dotées d'une forte tradition de castanéiculture : dans les Apennins (Ombrie, Piémont, Ligurie, Latium, Émilie et Romagne) et dans les régions alpines ou de plaine (Vénétie et Lombardie), et en Corse. Il existe également une variante du castagnaccio dans la Campanie.
Comme pour rappeler son origine végétale autant que sa texture dense, il a longtemps été surnommé pane di legno (pain de bois).
Le castagnaccio a été reconnu produit agroalimentaire traditionnel italien sur proposition des régions d'Émilie-Romagne, du Latium, de Ligurie, du Piémont et de Toscane.

## Histoire
Le castagnaccio est un plat « pauvre » au vrai sens du terme, autrefois très répandu dans les régions des Apennins où les châtaignes constituaient un aliment de base des populations paysannes de la région. La châtaigne était le pain du pauvre et le castagnaccio pouvait constituer un repas, comme pour les comédiens ambulants.
Après une période d'oubli, qui a commencé après la Seconde Guerre mondiale et en raison d'une prospérité croissante, il a été redécouvert et est aujourd'hui le protagoniste de nombreuses fêtes et célébrations de la période automnale.
D'après ce qui est écrit dans Commentario delle più notabili et mostruose cose d'Italia e di altri luoghi (Commentaire des choses les plus notables et les plus monstrueuses d'Italie et d'ailleurs) d'Ortensio Lando (Vénétie, 1553), il semble que l'inventeur du castagnaccio soit un Lucquois nommé Pilade da Lucca, qui est « le premier à avoir fait des castagnazzi et pour cela il a reçu des éloges ».
En 1891, dans La scienza in cucina e l'arte di mangiar bene (La Science en cuisine et l'art de bien manger), Pellegrino Artusi codifie la version moderne du gâteau, qu'il nomme « migliaccio, vulgairement appelé castagnaccio ». Le terme migliaccio désigne à l'époque toute préparation cuite au four à partir d'un mélange de farine de millet, d'eau et d'huile.

## Description

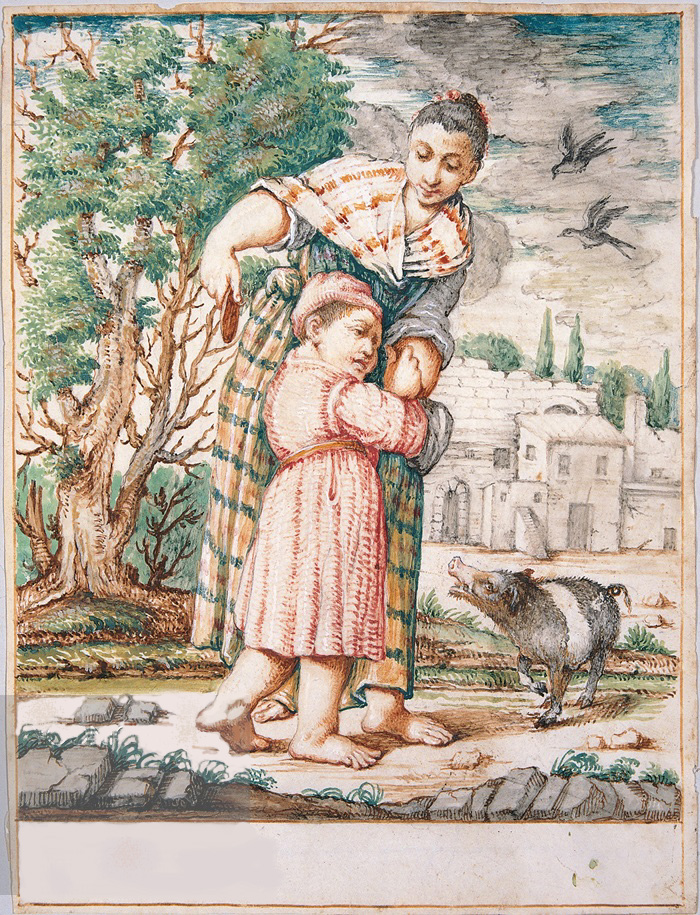
Giuseppe Maria Crespi, Cacaseno se calmant avec un castagnaccio, aquarelle (1736).

Le castagnaccio est un dessert d'automne cuit au four, à base de farine de châtaigne, d'eau, d'huile d'olive, de pignons de pin et de raisins secs. Les variantes locales peuvent inclure d'autres ingrédients, tels que du romarin, un zeste d'orange, des graines de fenouil et autres fruits secs.
Le castagnaccio peut être servi avec de la ricotta, du miel de châtaignier, du vin nouveau ou du vin doux comme le Vin santo.

## Variantes
Il existe des variantes concernant l'épaisseur du gâteau et des noms spécifiques sont parfois utilisés localement pour se référer à celles-ci.
Il en existe en fait au moins trois types différents : 
- un gâteau très fin, répandu surtout en Lunigiana, où il est appelé patona ou castignà à Fosdinovo)[9],
- un gâteau plus épais, répandu en Toscane et notamment à Lucques, où il est appelé torta di neccio[10], à Livourne, le castagnaccio, s'il a trois centimètres d'épaisseur, se nomme toppone[11] et est considéré comme de qualité inférieure, et à Arezzo où il s'appelle baldino),
- une sorte de polenta sucrée, également répandue en Toscane, qui s'appelle pattona.

Le castagnaccio le plus populaire, un gâteau fin, est appelé à Florence migliaccio et ghirighio dans la plaine florentine (Campi Bisenzio, Sesto Fiorentino, etc.), à Prato et dans le Val di Bisenzio.

## Galerie d'images

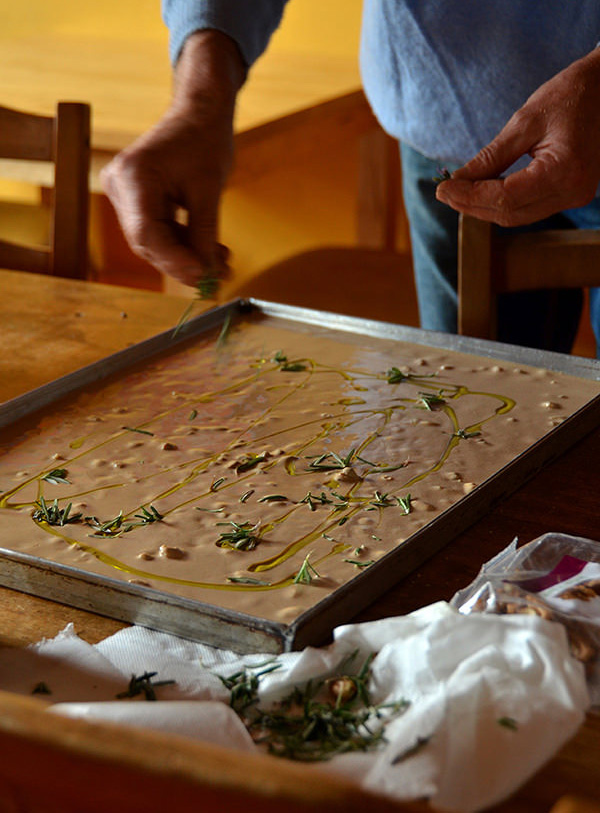
Préparation du castagnaccio.
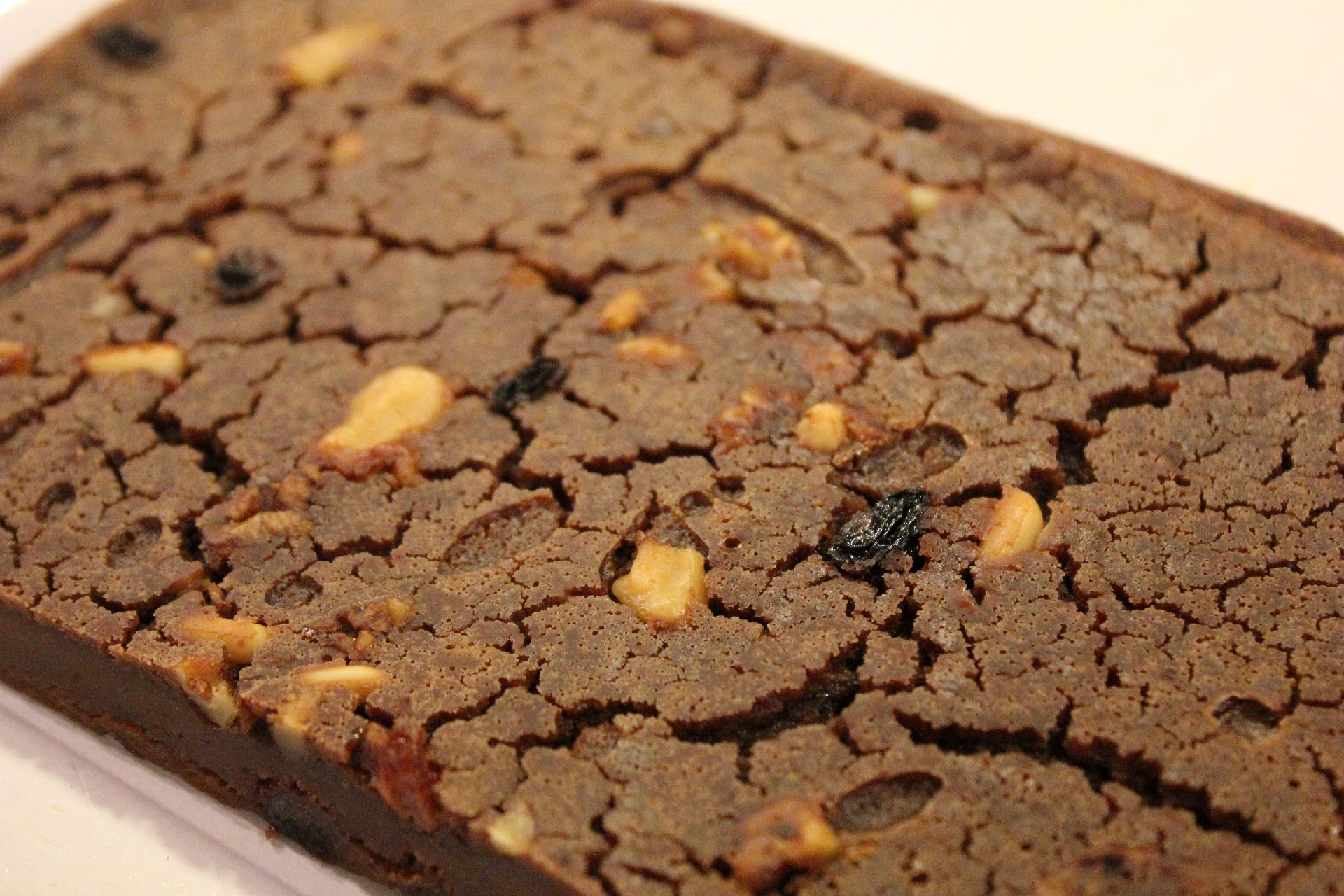
Variante avec des raisins secs, pignons et noix.
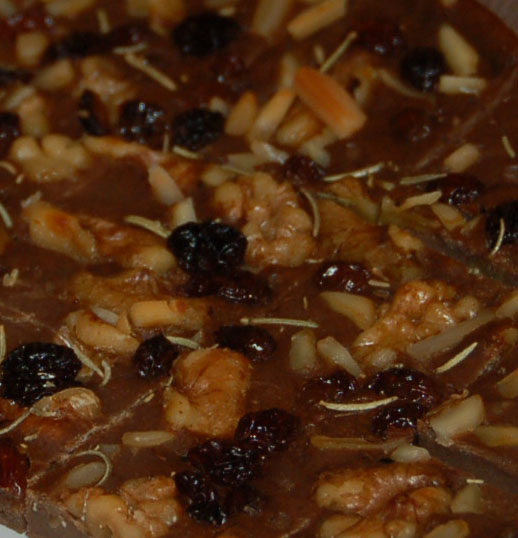
Migliaccio fiorentino.